# Giacomo Spada
Giacomo Spada (Bagolino, 13 aprile 1908 – Campo di concentramento di Mauthausen, 17 gennaio 1945) è stato un partigiano italiano.

## Biografia
Era un pastore che usava portare le mucche degli allevatori di Strembo all'alpeggio in Val Genova e qui egli si trovava in occasione di quella ricognizione militare effettuate dalle SS.
Dopo lo 8 settembre 1943 il Trentino era stato inserito dell'Alpenvorland, zona operazione Prealpi, gestita direttamente dalla Germania nazista e la Val Genova era stata eletta dagli alti comandi tedeschi, quale luogo d'incontro e di riposo, per le gerarchie militari germaniche operanti nell'Italia settentrionale.
Le SS mimetizzate da disertori della Wehrmacht, nei primi giorni di settembre 1944 entrarono in Val Genova per eseguire i controlli per accertare le responsabilità di Adamello Collini e di quanti rendevano possibili le fughe di soldati inglesi, americani e disertori tedeschi attraverso il Passo Tonale, si imbatterono nel pastore Spada e chiesero di poter ripararsi nella sua baita prima di riprendere il cammino. Giacomo li fece entrare e dopo averli rifocillati, indicò loro la strada per il Passo del Maroccaro da dove si raggiunge il Passo Tonale. All'atto del commiato, uno delle SS, adducendo ipotetici motivi di ringraziamento mediante un presente che gli avrebbero inviato una volta oltrepassato il confine, chiese il suo indirizzo.
Spada venne arrestato a Strembo, paese nel quale risiedeva e giunse nella Caserma di Pinzolo il 27 settembre 1944. Il giorno dopo venne portato insieme ad Adamello Collini, Attilio Serini e Bortolo Donati verso i campi di concentramento nazisti. Giacomo Spada venne inviato al campo di concentramento di Bolzano e da qui trasferito con il treno al campo di Mauthausen.
Durante quest'ultimo spostamento si verificò un rallentamento del treno che rese la situazione propizia per la fuga. Approfittarono di questa possibilità alcuni prigionieri, tra i quali Speranza e Buganza di Saone che si salvarono. Di fronte alla contestazione di Buganza, che gli fece notare che quella era l'ultima opportunità che avevano di aver salva la vita, poiché una volta passato il Brennero non era più possibile fuggire ai controlli, Giacomo rispose che egli non intendeva fuggire da quel treno poiché temeva ritorsioni sulla propria famiglia se lui fosse scappato.
Spada è morto nel campo di concentramento di Mauthausen il 17 gennaio 1945, come riportato in un certificato di morte redatto dalla Croce Rossa Internazionale.

## Onorificenze
È stato insignito della medaglia d'argento al merito civile alla memoria da Carlo Azeglio Ciampi